# Dudou

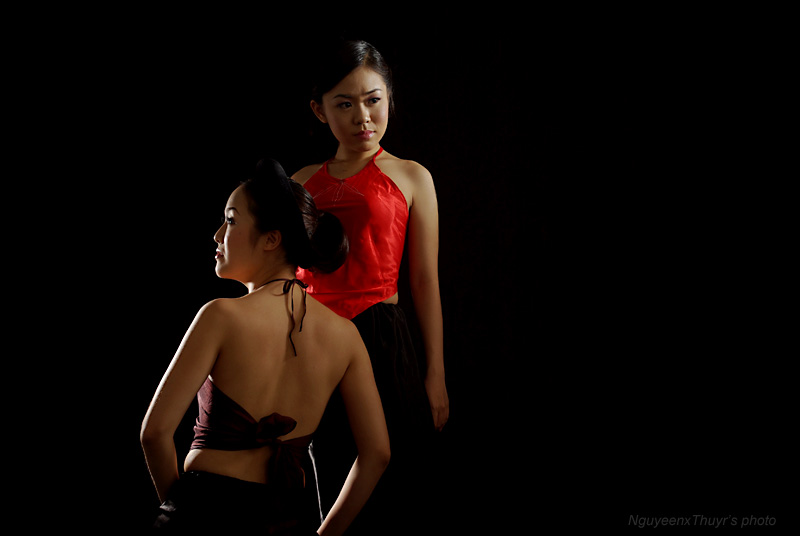
Mujeres chinas vistiendo un dùdōu en su torso.

El dùdōu, dōudu o dōudou (en chino, 肚兜, 兜肚 o 兜兜) es un tipo tradicional de sostén chino. Con la apertura de China, a veces se la encuentra en la moda occidental y china moderna como una blusa sin mangas y sin espalda (blusa escote halter).

## Denominación
En chino antiguo, la palabra 兜 se refería a una especie de capucha. En la época en que se desarrolla el dùdōu, el vocablo había adquirido un sentido amplio de envolver algo como con una capucha, bufanda o envoltorio suelto. El vocablo dùdōu podía entenderse como la palabra china para ‘envoltura de estómago’ o ‘cubierta’, en referencia a su uso inicial para aplanar los senos. Usando los mismos caracteres chinos, también se le conoce como doudu o doudou. Esta última forma es diminutivo y se usa particularmente para el dùdōu que usaban los niños chinos.
En fuentes chinas, el dùdōu se traduce a veces como ‘banda del vientre’, que más comúnmente se refiere a una variedad de otros dispositivos que incluyen un arnés de caballo y una prenda de compresión utilizada por mujeres embarazadas. La rareza surge de la similitud del propósito del dùdōu (aunque no de construcción o apariencia) con el haramaki japonés. En el siglo XIX, fue traducido o mencionado como un estomacero o corsé chino. El término dùdōu también se traduce o se menciona a veces como un ‘delantal’ o ‘babero’ debido a su aspecto similar.

## Diseño
El diseño típico de un dùdōu consiste en una sola pieza de tela rectangular, romboidal o con forma de diamante que cubre los pechos y el vientre, atada al cuello y la cintura con tiras. Es así similar a camiseta con escote halter. Las mujeres con mayor nivel económico los usaban confeccionados con tela de seda o brocado, mientras que las pobres los usaban de tela de algodón.
Los colores populares eran el rojo, el rosa y el verde y, a menudo, estaban bordados con flores, mariposas o patos mandarines. Los diseños que antaño eran populares incluían murciélagos (homófono de ‘felicidad’ en chino), melocotones (homófono de ‘longevidad’), guayabas (cuyas muchas semillas hicieron que representaran fertilidad) y expresiones virtuosas.
Durante las dinastías Ming y Qing, los dùdōu eran únicamente artículos de ropa interior y se usaban para aplanar los senos de las mujeres, similar a un corsé suave porque un busto prominente se consideraba antiestético. Las familias más ricas los usaban confeccionados con hilos de bronce, plata u oro en lugar de seda. Los primeros dùdōu eran rectángulos simples, pero para la época Qing habían evolucionado para adoptar una forma de diamante, exponiendo más los hombros. 
Algunas variantes tenían un collarín en torno al cuello. El dùdōu moderno con influencia occidental puede estar hecho de otras telas, incluso de cuero o tela transparente.